# Stenaoplus filiformis
Stenaoplus filiformis là một loài tò vò trong họ Ichneumonidae.